# Mohamed Ali Moncer
Mohamed Ali Moncer (Sfax, Túnez, 28 de abril de 1991) es un exfutbolista de Túnez que jugaba en la posición de mediapunta.

## Carrera

### Club
| Periodo   | Club                                  |
| --------- | ------------------------------------- |
| 2009-2016 | CS Sfaxien                            |
| 2016-2018 | ES Tunis                              |
| 2017-2018 | → Al Ittihad Alexandria Club (cedido) |
| 2018–2021 | CS Sfaxien                            |
| 2020      | → Muharraq Club (cedido)              |
| 2021–2022 | Al-Ain                                |
| 2022–2023 | Al-Mesaimeer SC                       |

### Selección nacional
Jugó para Túnez en 18 ocasiones de 2015 a 2019 y anotó tres goles, uno de ellos en el empate 1-1 ante Cabo Verde en Ebibeyin por la Copa Africana de Naciones 2015.
| #  | Fecha     | Sede                                             | Rival      | Marcador | Resultado | Torneo                                  | Ref.  |
| -- | --------- | ------------------------------------------------ | ---------- | -------- | --------- | --------------------------------------- | ----- |
| 1. | 18-1-2015 | Estadio de Ebibeyin, Ebibeyin, Guinea Ecuatorial | Cabo Verde | 1–0      | 1–1       | Copa Africana de Naciones 2015          | [ 1 ] |
| 2. | 31-3-2015 | Nanjing Olympic Sports Centre, Nankín, China     | China      | 1–0      | 1–1       | Amistoso                                | [ 2 ] |
| 3. | 31-1-2016 | Stade Régional Nyamirambo, Kigali, Ruanda        | Malí       | 1–0      | 1–2       | Campeonato Africano de Naciones de 2016 | [ 3 ] |

## Logros
- CLP-1: 2012–13, 2017-18
- CAF Confederation Cup: 2013
- Copa de Túnez: 2018–19